# Marinbrod
Marinbrod falu Horvátországban, Sziszek-Monoszló megyében. Közigazgatásilag Glinához tartozik.

## Fekvése
Sziszek városától légvonalban 21, közúton 27 km-re délnyugatra, községközpontjától 7 km-re északkeletre, a Glinát Sziszekkel összekötő 37-es számú főút mentén Graberje és Kihalac között, a Glina folyó jobb partján fekszik.

## Története
Marinbrodnál már a kora középkorban gázló vezetett át a Glinán. Ennek bizonyítéka az a 9. századi, vélhetően avar  harci szekerce, melyet a település határában a folyó medrében találtak. Marinbrod a környék számos településéhez hasonlóan a 17. század vége felé népesült be. 1696-ban a szábor a bánt tette meg a Kulpa és az Una közötti határvédő erők parancsnokává, melyet hosszas huzavona után 1704-ben a bécsi udvar is elfogadott. Ezzel létrejött a Báni végvidék, horvátul Banovina (vagy Banja), mely katonai határőrvidék része lett. 1745-ben megalakult a Glina központú első báni ezred, melynek fennhatósága alá ez a vidék is tartozott.
A település 1799-ig a Selo Glina (Glinafalva) nevet viselte, akkor azonban a falu helybeli jótevőjéről Mari Sigurról a Marinbrod (azaz Mari gázlója) nevet kapta. 1881-ben megszűnt a katonai közigazgatás. A falunak 1857-ben 282, 1910-ben 263 lakosa volt. 1918-ban az új szerb-horvát-szlovén állam, majd később Jugoszlávia része lett. A második világháború idején a Független Horvát Állam része volt. 1991. június 25-én az akkor kikiáltott független Horvátország része lett. 1991 őszén a szerbek a falut elfoglalták és lerombolták, a horvát lakosságot elűzték. Aki a házában maradt azt megölték. 1995. augusztus 8-án a Vihar hadművelettel foglalta vissza a horvát hadsereg. A településnek 2011-ben 93 lakosa volt, akik mezőgazdasággal és állattartással foglalkoztak.

## Népesség
| Lakosság változása | Lakosság változása | Lakosság változása | Lakosság változása | Lakosság változása | Lakosság változása | Lakosság változása | Lakosság változása | Lakosság változása | Lakosság változása | Lakosság változása | Lakosság változása | Lakosság változása | Lakosság változása | Lakosság változása | Lakosság változása |
| ------------------ | ------------------ | ------------------ | ------------------ | ------------------ | ------------------ | ------------------ | ------------------ | ------------------ | ------------------ | ------------------ | ------------------ | ------------------ | ------------------ | ------------------ | ------------------ |
| 1857               | 1869               | 1880               | 1890               | 1900               | 1910               | 1921               | 1931               | 1948               | 1953               | 1961               | 1971               | 1981               | 1991               | 2001               | 2011               |
| 282                | 272                | 250                | 279                | 246                | 263                | 226                | 213                | 185                | 196                | 192                | 181                | 171                | 171                | 131                | 93                 |

## Nevezetességei
- Boldog Alojzije Stepinac tiszteletére szentelt kápolnája a honvédő háború után épült.
- 18. – 19. századi őrhely a Marinbrod 24. szám alatt a katonai határőrvidék idejéből

## Kultúra
- A település közösségi háza 1950-ben épült. 1991-ben lerombolták, mely után újjá kellett építeni.
- Kulturális rendezvényei közül kiemelkedik a „Banovinafest” ahol amatőr énekesek mutatkozhatnak be, valamint a „Kobasijada” a legjobb hazai kolbászok seregszemléje.

## Oktatás
A falu népiskoláját 1898-ban építették, majd a háború után 1950-ben újjáépítették.

## Sport
Népszerű sportrendezvényei a falusi olimpia és a vadvízi evezés a Glinán.